# Cláudia Borioni
Claudia Borioni é uma atriz italiana, que residiu 45 anos no Brasil
.

## Trabalhos na TV
- 2011 - Fina Estampa - Edmara
- 2011 - O Astro - Dra. Cláudia
- 2010 - Tempos Modernos - Juíza de menores
- 2008 - Beleza Pura - Madame Katina
- 2007 - Duas Caras - Mãe de Débora
- 2006 - Pé na Jaca! - Freira
- 2006 - Páginas da Vida - Laura
- 2006 - Bang Bang - Madre Superiora
- 2005 - América - Vilma
- 2004 - Chocolate com Pimenta - Madre Tereza
- 1998 - Você Decide -  (episódio Assédio)
- 1996 - Xica da Silva - Teodora
- 1996 - Quem É Você? - Nair
- 1991 - Salomé - Teresa
- 1990 - Gente Fina - Arlete
- 1988 - Vida Nova - Nena
- 1987 - Helena - Magdala

## Trabalhos no cinema
- 2008 - A Casa da Mãe Joana
- 1997 - O Homem Nu